# Huis van Moechrani

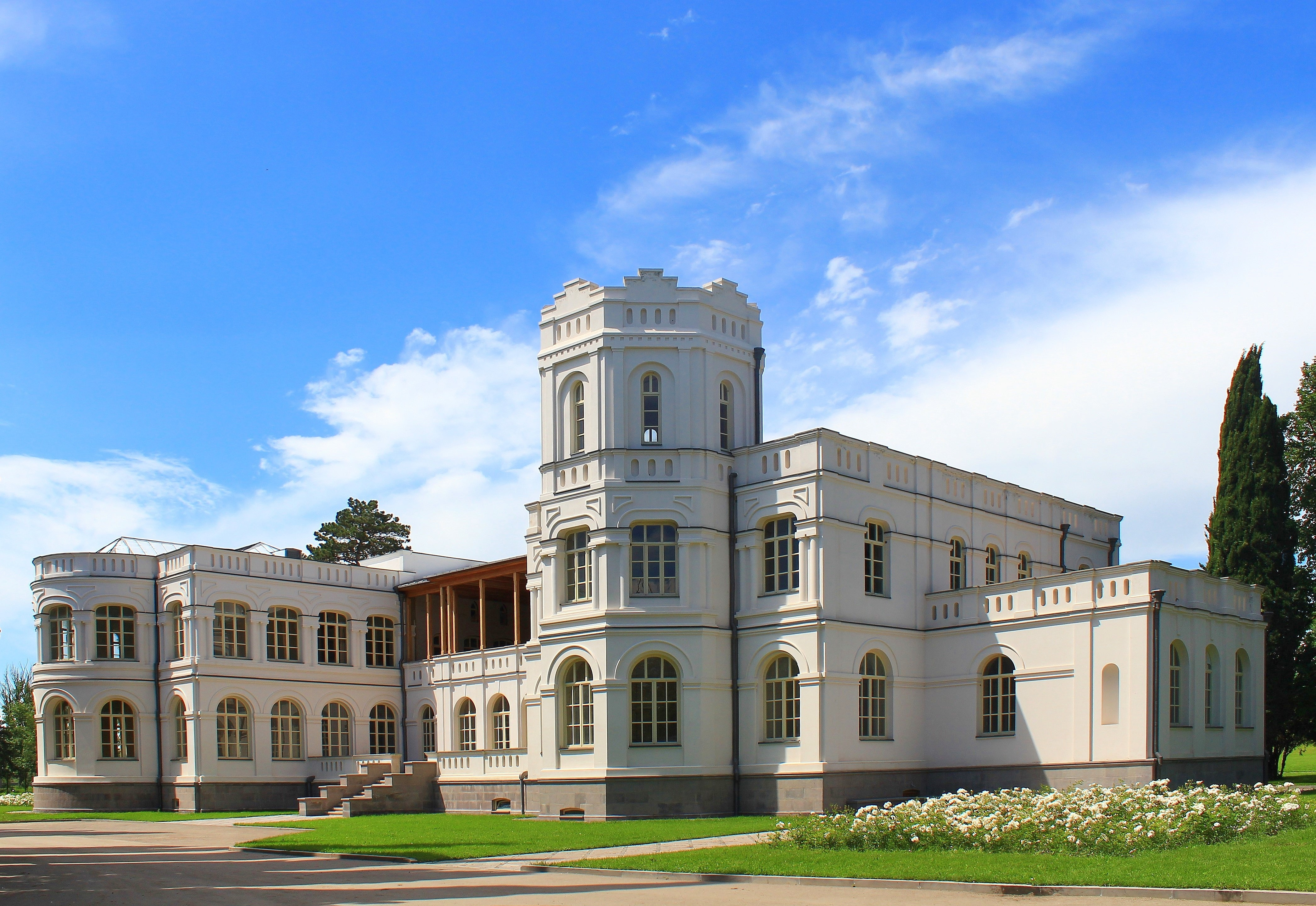
Château Mukhrani

Het huis van Moechrani is een Georgisch prinselijke familie, een zijtak van de voormalige koninklijke huis van Bagrationi die ontstond in het begin van de 16de eeuw en ontvingen het domein Moechrani gelegen in Kartli in centraal Georgië. De familie is inmiddels bekend als Moechran-Batoni (Georgisch: მუხრანბატონი), dit betekent "Heren (batoni) van Moechrani".
Een oudere tak van het huis van Moechrani, dat nu uitgestorven is, had vijf koninklijke vorsten van Kartli in de periode van 1658-1724. Hun nakomelingen droegen de Keizerlijke Russische adellijke titel van Prins van Georgië (Gruzinsky: გრუზინსკი). Een jongere tak die tussen de prinselijke adel werd gevoegd van Rusland ontving de titel van Bagration van Moechrani (Russisch:Багратион-Мухранский; Georgisch: ბაგრატიონ-მუხრანელი, Bagration-Moechraneli), dat nog steeds floreert en vanaf 1957 maken zij ook aanspraak van het Koninklijke van Georgië door het feit dat zij de oudste overlevende genealogische lijn zijn van de Bagrationi. David Bagrationi van Moechrani is het hoofd van de huis sinds 16 januari 2008.

## Prinsen van Moechrani (1512-1801)
- Bagrat I (1512-1539)
- Vachtang I (1539-1580)
- Erekle I (1580-1605)
- Teimuraz I (1605-1625)
- Kaichosro (1625-1626)
- David I, zoon van Teimuraz I van Kacheti (1626-1648)
- Vakhtang II (1648-1659)
- Constantijn I (1659-1667)
- Teimuraz II (1667-1688)
- Asjotan (1688-1691)
- Papua (1691-1710)
- Constantijn II (1710)
- Erekle II (1710-1716)
- Levan (1716-1719)
- David II (1719-1734)
- Mamuka (1734-1735)
- Constantijn III (1735-1755)
- Simon (1755-1785)
- Ioane I (1785-1800)
- Constantijn IV (1800-1801)

## Leiders van de Prinselijke Huis (1801-heden)
- Constantijn IV (1801-1842)
- Ioane II (1842-1895)
- Constantijn V (1895-1903)
- Alexander (1903-1918)
- Giorgi I (1918-1957)
- Irakli III (1957-1977)
- Giorgi II (1977-2008)
- David III (2008-heden)